# 玉取石島
玉取石島（たまどりいししま）は、石垣島玉取岬の南約0.1キロメートルにある無人島。全島が沖縄県石垣市に所在する。

## 概要
標高は13メートル。
昔、石垣島市街地から島の北部へ泊まり込みで漁へ出ていた漁師たちがマラリアの感染を避けるため、この島にあった小屋に宿泊していた。